# Mařenka
Mařenka (711,2 m) je vrchol v Křižanovské vrchovině a nejvyšší bod geomorfologického okrsku Zašovický hřbet, současně též okresu Třebíč. Zalesněný vrch, označovaný někdy jako hora, se zvedá východně od obce Lesná a jižně od obce Štěměchy, zhruba 14 km zjz. od Třebíče.
Česká státní trigonometrická síť uvádí zaměřený trigonometrický bod (č. 12 triangulačního listu 4206) s názvem „Hora Mařenka" a geodetickým označníkem s nivelací 716,1 m n. m. na železobetonovém pilíři v zalesněném prostoru na vrcholu kopce. Výškový bod leží z hlediska administrativně správního na katastrálním území obce Štěměchy v okrese Třebíč náležejícím do Kraje Vysočina v České republice.

## Výstup na vrchol
Vrcholovou částí je vedena turistická modře značená trasa Klubu českých turistů v úseku Rokytnice nad Rokytnou – Bítovánky, v části Dašov (Dašovský mlýn) – vrchol kopce (rozhledna Mařenka) s naučnou stezkou Mařenka. Vrchol je dostupný i po neznačených lesních cestách.

## Turistika
Modře značená turistická trasa Želetava (bus) – Krahulov, železniční stanice na trati 240 (Brno – Jihlava). Na vrcholu rozhledna Mařenka, vysoká 31 metrů, vybudována v roce 2012 z iniciativy okolních obcí.